# Likusy (Olsztyn)

Die Lage des Stadtteils Likusy in der westlichen Mitte von Olsztyn

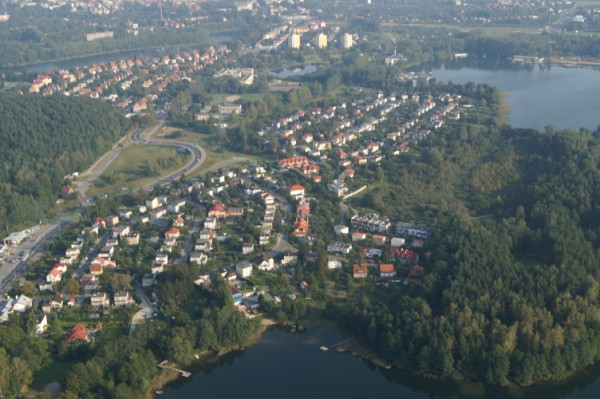
Likusy aus der Vogelperspektive

Likusy (deutsch Lykusen, 1938 bis 1945 Likusen) ist ein Stadtteil der kreisfreien Stadt Olsztyn (deutsch Allenstein), der Hauptstadt der polnischen Woiwodschaft Ermland-Masuren.

## Geographische Lage
Der Stadtteil Likusy liegt am Ufer des Jezioro Ukiel (Okull-See) in der westlichen Mitte der Stadt Olsztyn. Sein Gebiet, zu dem auch die Ortschaft Podlesie gehört, umschließt den Jezioro Sukiel (Suckel-See). Bis zum Stadtzentrum sind es drei Kilometer über die ulica Bałtycka.
Olsztyn Likusy ist umgrenzt von den Stadtteilen Gutkowo (Göttkendorf) und Redykajny (Redigkainen) im Norden, Nad Jeziorem Długim im Osten, Grunwaldzkie und Dajtki (Deuthen) im Süden, und Dajtki auch im Westen.

## Geschichte
Man schrieb das Jahr 1356, als der Pruße Lykuse das Dorf am Nordufer des Suckel-Sees anlegte, das man Lykkosen, nachher Lykusen und um 1785 Likusen nannte. Im Jahre 1785 wies das königliche Bauerndorf im Amt Allenstein, Kreis Heilsberg, 13 Feuerstellen auf, und bei der Volkszählung am 3. Dezember 1861 waren es 23 Wohngebäude bei 151 Einwohnern.
Im Jahre 1874 kam Lykusen zum neu errichteten Amtsbezirk Göttkendorf (polnisch Gutkowo) im ostpreußischen Kreis Allenstein, der bis 1945 bestand. 529 Einwohner zählte Lykusen im Jahre 1910, im Jahre 1933 waren es 611.
Aus politisch-ideologischen Gründen der Abwehr fremdländisch erscheinender Ortsbezeichnungen musste Lykusen am 3. Juni – offiziell bestätigt am 16. Juli – 1938 sich in „Likusen“ (so hieß der Ort bereits um 1785) umbenennen. Die Einwohnerzahl belief sich 1939 bereits auf 825.
In Kriegsfolge kam 1945 das gesamte südliche Ostpreußen und mit ihm das Dorf Likusen zu Polen. Das Dorf erhielt die polnische Namensform „Likusy“. Anlässlich einer Strukturreform wurde es 1967 in die Stadt Olsztyn eingemeindet und zu einem Stadtteil ausgeformt, zu dem auch die Ortschaft Podlesie gehört.
Hier leben mehr aus zweitausend Einwohner in einem zwei Quadratkilometer großen Gebiet, dessen Hauptmagistrale die „Ulica Bałtycka“ genannte  polnische Woiwodschaftsstraße 527 (frühere deutsche Reichsstraße 133) ist.

## Kirche

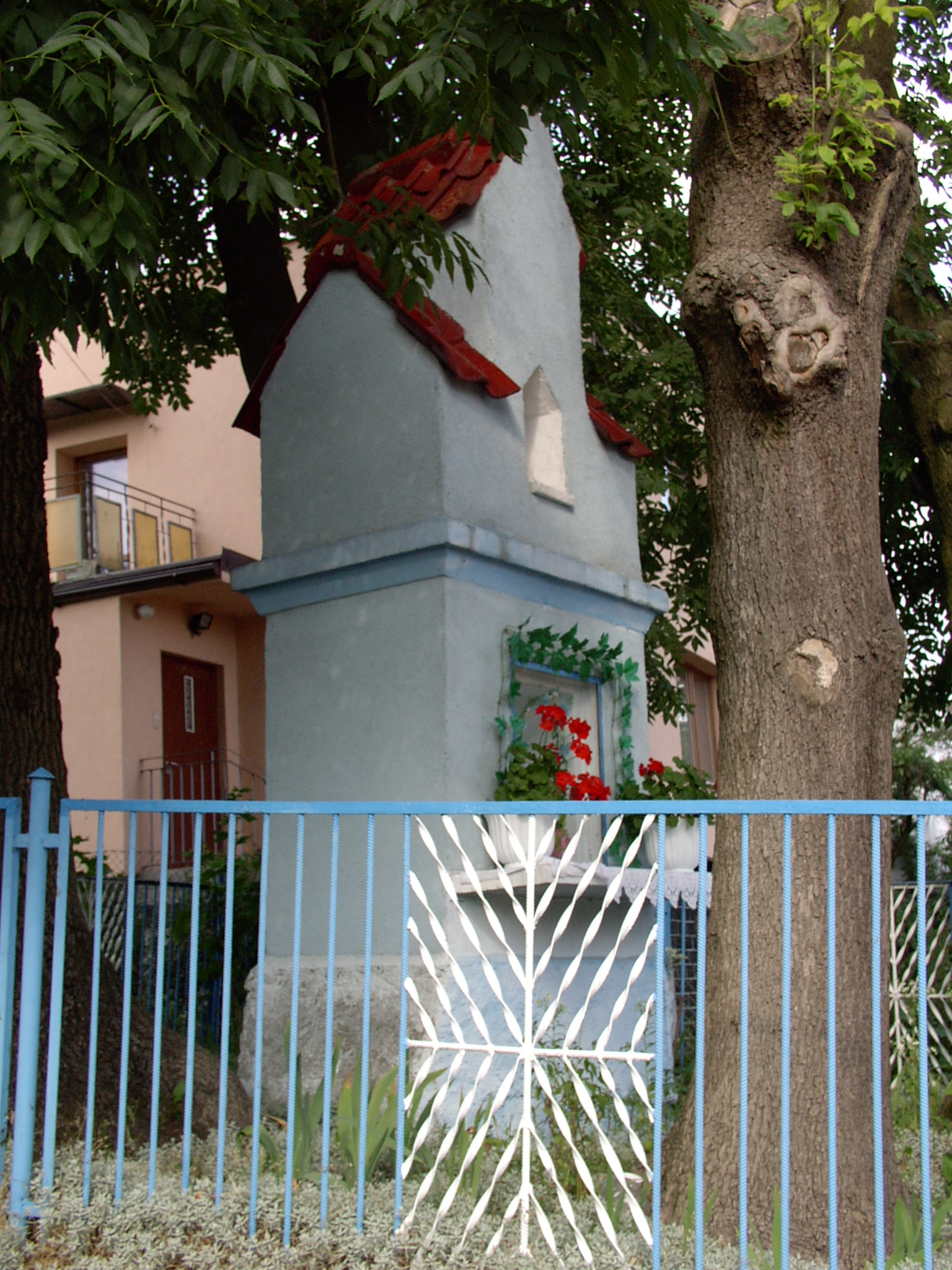
Bildstock in Olsztyn Likusy

### Römisch-katholisch
War das Dorf Lykusen bis 1871 in die römisch-katholische St.-Jakobs-Kirche in Allenstein eingegliedert, so gehörte es ab 1871 zur neu errichteten Pfarrei im Nachbarort Göttkendorf (polnisch Gutkowo). Dieser Bezug besteht auch heute noch für den Stadtteil Likusy, wobei die Pfarrei Gutkowo nunmehr zum Dekanat Olsztyn III – Gutkowo im Erzbistum Ermland gehört.

### Evangelisch
Gottesdienstliches Zentrum für die evangelischen Einwohner Lykusens resp. Likusens war bis 1945 die evangelische Kirche Allenstein in der Kirchenprovinz Ostpreußen der Kirche der Altpreußischen Union – und ist es als „Christus-Erlöser-Kirche“ auch heute für den Stadtteil Likusy. Gewechselt hat die Zugehörigkeit jetzt zur Diözese Masuren der Evangelisch-Augsburgischen Kirche in Polen.

## Verkehr
Der Stadtteil Likusy liegt zentrumsnah in der Stadt Olsztyn, mit deren übrigem Gebiet er durch drei Buslinien vernetzt ist.

### Straße
Durch den Stadtteil verläuft die verkehrsreiche Woiwodschaftsstraße 527, die aus westlicher Richtung von Dzierzgoń (Christburg) kommend in Olsztyn auf die Landesstraße 51 sowie die im Ausbau begriffenen Schnellstraßen S 16 und S 51 trifft und damit schnelle Verbindungen in den Norden, Osten und Süden schafft.

### Schiene
Likusy verfügt selbst nicht über eine Anbindung an den Bahnverkehr. Die nächste Bahnstation ist Olsztyn Gutkowo (Göttkendorf), aber ebenso weit entfernt ist der Hauptbahnhof Olsztyn Głowny, in dem sich vier Bahnlinien treffen.